# Quinto Cecílio Metelo (cônsul em 206 a.C.)
Quinto Cecílio Metelo (em latim: Quintus Caecilius Metellus) foi um político da gente Cecília da República Romana eleito cônsul em 206 a.C. com Lúcio Vetúrio Filão. Era filho de Lúcio Cecílio Metelo, cônsul em 251 a.C., e foi mencionado por Cícero em sua lista de grandes oradores romanos. Um de seus melhores discursos ele proferiu no funeral de seu pai e foi preservado por Plínio. Quinto Cecílio Metelo Macedônico, cônsul em 143 a.C., e Lúcio Cecílio Metelo Calvo, cônsul em 142 a.C., eram seus filhos.

## Segunda Guerra Púnica
Metelo foi eleito pontífice em 216 a.C., edil plebeu em 209 a.C. e edil curul no ano seguinte. Em 207 a.C., serviu no exército do cônsul Caio Cláudio Nero e foi um dos legados enviados a Roma para levar a notícia da derrota cartaginesa na Batalha do Metauro e da morte de Asdrúbal.

### Consulado 206 a.C.
Assim que chegou em Roma, foi nomeado mestre da cavalaria (magister equitum) pelo ditador comitiorum habendorum causa Marco Lívio Salinador, cuja função era convocar a Assembleia das centúrias para as eleições daquele ano dada a ausência dos cônsules. Nesta eleição, Metelo foi eleito com Lúcio Vetúrio Filão, com quem havia servido na campanha contra Asdrúbal. Os cônsules receberam Brúcio como província com o objetivo de levar adianta a campanha contra Aníbal, cada vez mais encurralado. Porém, o ano se passou sem nenhum combate importante.

### Final da guerra
Metelo permaneceu na região à frente do exército como procônsul até ser chamado a Roma em 204 a.C. para ser nomeado ditador comitiorum habendorum causa. Seu mestre da cavalaria foi seu colega Lúcio Vetúrio. Metelo, assim como vários de seus contemporâneos, participou ativamente da guerra contra Aníbal. Contudo, quando o conflito terminou depois da Batalha de Zama em 201 a.C., conta-se que ele discursou perante o Senado afirmando não considerar o final da guerra como uma bênção para Roma, pois temia que o povo romano afundaria novamente na apatia da qual havia despertado pela presença de Aníbal.

## Últimos anos
Metelo viveu ainda muitos anos e ocupou diversos cargos públicos. Em 201 a.C., foi nomeado um dos decênviros encarregados de dividir as terras públicas em Sâmnio e na Apúlia entre os soldados que haviam servido na África contra Aníbal. Seu nome aparece também nos relatos dos debates no Senado em 193 a.C. e seu discurso para os censores em 179 a.C. foi preservado por Lívio, Ab Urbe Condita. A última menção ao seu nome foi em 185 a.C., quando participou da embaIXada romana à corte de Filipe V da Macedônia e à Liga Acaia.